# Gondorf
Gondorf is een plaats in de Duitse deelstaat Rijnland-Palts, en maakt deel uit van de Eifelkreis Bitburg-Prüm.
Gondorf telt 258 inwoners.

## Bestuur
De plaats is een Ortsgemeinde en maakt deel uit van de Verbandsgemeinde Bitburger Land.
Verbandsvrije stad:  Bitburg